# Archilagarinus priscus
Archilagarinus priscus är en tvåvingeart som beskrevs av Günther Enderlein 1932. Archilagarinus priscus ingår i släktet Archilagarinus och familjen vapenflugor. Inga underarter finns listade i Catalogue of Life.